# Heinrich von Holk

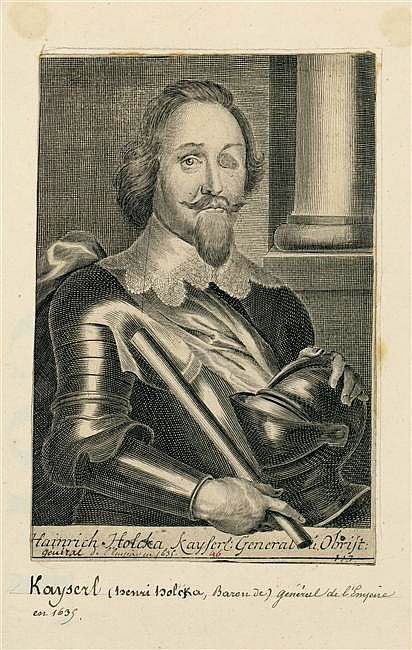
Holk nach 1632 (Kupferstich von Martin Bernigeroth um 1700).
Holks Unterschrift:

Heinrich Detlev Graf von Holk zu Eskildstrup, Egholm und Ravnholt, dänisch Henrik Greve Holck (* 18. April 1599 auf Schloss Kronborg, Dänemark; † 9. September 1633 in Adorf/Vogtl. (nicht Troschenreuth)), war ein dänischer Offizier, der im Dreißigjährigen Krieg zunächst auf protestantischer Seite kämpfte, bis er 1630 in kaiserliche Dienste trat und als einer der Unterfeldherrn Wallensteins bis zum Feldmarschall aufstieg.

## Leben

### Truppenführer auf protestantischer Seite 1622–1629
Holk war Sohn des Befehlshabers der Festung Kronborg am Öresund, Detlev Holck (* 21. Jänner 1556; † 22. September 1633) und der Margarete Krabbe (* 1577; † 1656). Die Erziehung übernahmen zunächst die Großeltern, ab 1608 ein Hauslehrer beim Vater. Er besuchte dann höhere Schulen in Dänemark (1610 bis 1614 in Herlufsholm) und Deutschland (1614 bis 1617 in Heidelberg) und machte in den Jahren 1618/19 Bildungsreisen nach Frankreich (Paris, Südfrankreich), Italien (Mailand, Padua, Venedig, Bologna, Neapel, Rom, Genua, Marseille, Dieppe) und England (London).
Anstelle der ihm zugedachten Beamtenlaufbahn wandte er sich dem Soldatenberuf zu und nahm schon im Sommer 1621 an einem kurzen Feldzug in der sogenannten Schauenburger Fehde und 1622 als Reiteroberst am Zug Christians von Braunschweig in die Pfalz und in die Niederlande teil. Als 1625 der dänische König Christian IV. auf protestantischer Seite in den Krieg eintrat, diente Holk unter General Baudissin und zeichnete sich 1626 bei der Eroberung einiger Festungen in Schleswig aus. Im gleichen Jahr wurde ihm das Kommando eines Regiments verliehen. Im August 1627 verlor er bei Bernstein das linke Auge und er geriet nach heftiger Gegenwehr in Gefangenschaft der Kaiserlichen. Fast ein Jahr lang in Prag interniert, erlangte er gegen ein Lösegeld von 4000 Talern an Isolano seine Freiheit wieder und ging nach Kopenhagen. Christian IV. beauftragte ihn sogleich mit der Übernahme der Verteidigung von Stralsund, das von Wallenstein seit 13. Mai 1628 belagert wurde. Dieser war fest entschlossen, die Stadt zu erobern. Das gelang ihm aber nicht. Es war der neunundzwanzigjährige Holk, der die Verteidigung von Stralsund so erfolgreich leitete, dass Wallenstein gezwungen war, am 21. Juli die Belagerung aufzugeben. Die Dänen konnten dort freilich auch nicht mehr lange bleiben und mussten die Stadt den Schweden überlassen. Diese blieben dann fast 200 Jahre – bis 1815 – Herren der Stadt.

### Feldherr in Wallensteins Armee 1630–1633
Nach dem Frieden von Lübeck 1629 zwischen dem Kaiser und dem dänischen König wechselte Holk bald auf die Seite seiner früheren Gegner. Am 26. März 1630 erhielt er von Kaiser Ferdinand II. in Anbetracht seiner „bekannten Kriegserfahrenheit“ die Bestallung als Oberst eines Regiments von 3000 „hochdeutschen Knechten“ zu Fuß. Bald war er, mit wechselndem Glück, für seinen neuen Herrn im Einsatz. Er zog die Aufmerksamkeit Wallensteins auf sich und wurde im Laufe seiner Dienstzeit dessen Vertrauter. In seinen zahlreichen Briefen an den Generalissimus übte er offene Kritik an der planlosen Kriegführung, der Unfähigkeit und gegenseitigen Eifersucht der führenden Generale und auch an den schrecklichen Plünderungen durch deren Soldaten.
1631 nahm er unter Tilly an der Eroberung Magdeburgs teil. Auch in Böhmen, das er unter Wallensteins Kommando von den sächsischen Truppen Feldmarschall Arnims zu säubern hatte, erhielt er Gelegenheit, seine militärische Tüchtigkeit zu beweisen. Nachdem Wallenstein nach seiner zwischenzeitlichen Entlassung im April 1632 vom Kaiser wieder den Oberbefehl übertragen bekommen hatte, wurde Holk auf Empfehlung von Wallenstein zum Generalwachtmeister ernannt. Damals wurde auch das Kürassierregiment der „Holkschen Reiter“ aufgestellt, die Bekanntheit erlangten und in Schillers „Wallensteins Lager“ Erwähnung finden.

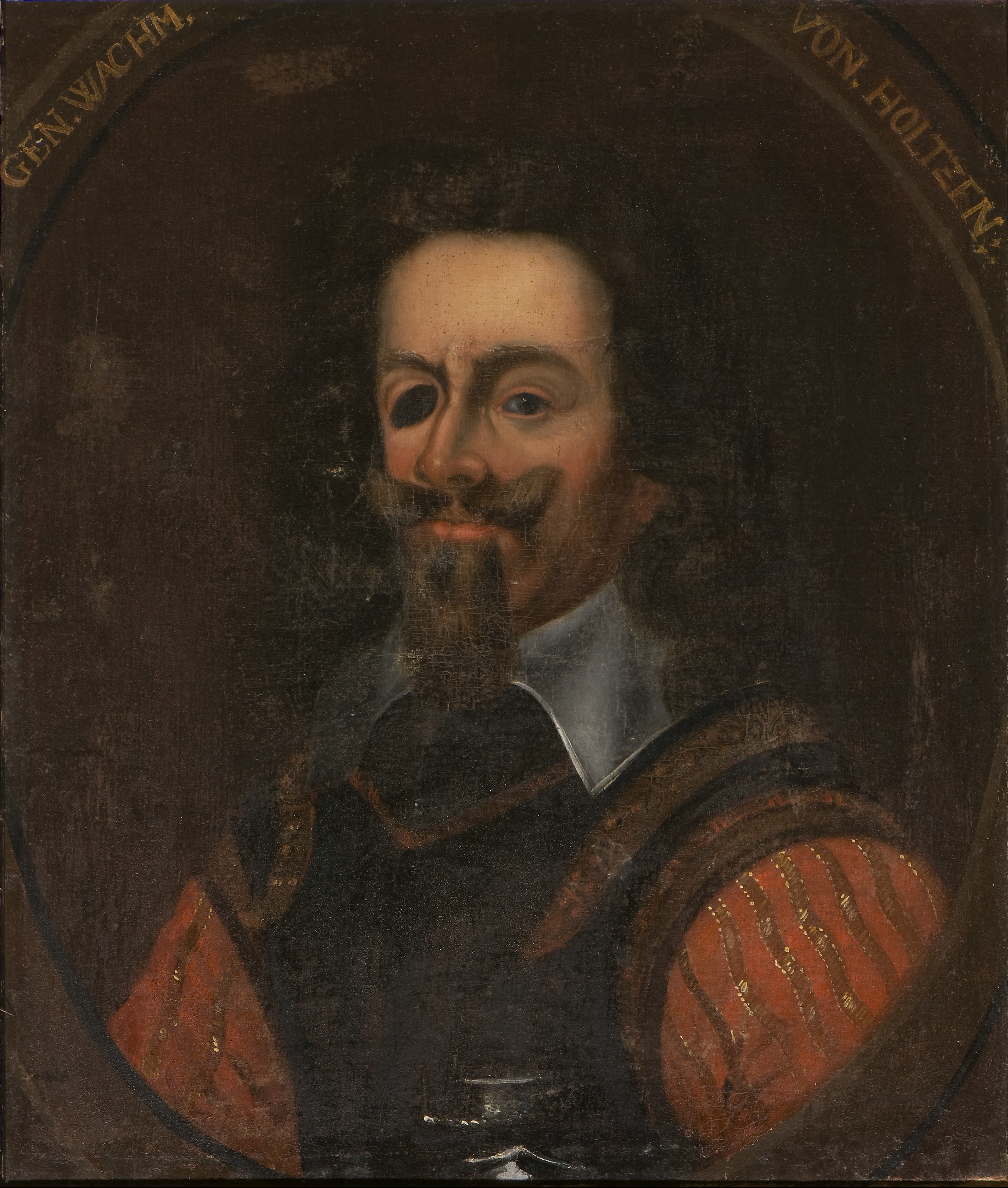
Heinrich Holk (seitenverkehrt)

Das Schicksal von Holk blieb eng mit dem seines Protektors Wallenstein verbunden, der in ihm einen seiner fähigsten Unterfeldherrn gefunden hatte. Entgegen seiner Legende als ruchloser Räuber und Wüterich war Holk, wie Wallenstein selbst, ein Ordnungsfanatiker; seine Dokumente bezeugen strenge Buchführung, er unterband alles Übermütige und Überflüssige.
Im Sommer 1632 schickte ihn Wallenstein von einem nördlichen Vorposten der Nürnberger Belagerung nach Sachsen, um Rache zu üben für die Besetzung, Plünderung und Verwüstung Niederschlesiens durch Arnims Truppen, welcher auch Wallensteins schlesische Herzogtümer Sagan und Glogau zum Opfer gefallen waren. Holks Reiter brandschatzten sich durch das Land westlich der Elbe bis vor die Tore Dresdens. Obwohl er von der Methode des Sengens und Brennens nicht viel hielt, führte er auch Aufträge zu Repressalien gehorsam aus. Am 22. Oktober 1632 vereinigte er sich mit Wallensteins nachgerückter Hauptarmee und diente in den folgenden Wochen faktisch als deren Stabschef.
In der Schlacht bei Lützen (6. November 1632) übernahm Holk das Kommando über den linken Flügel von Wallensteins Armee, bestehend aus Kroaten, Ungarn und Polen, da Feldmarschall Pappenheim noch nicht eingetroffen war, während sein eigenes Reiterregiment auf dem rechten Flügel aufgestellt war. Erst gegen Mittag änderte sich die Lage nachdem die Pappenheim’sche Reiterei, die in der Nacht von Halle aufgebrochen war, den linken Flügel verstärkt hatte. Holk begab sich zu seinem eigenen Reiterregiment auf dem rechten Flügel und konnte dort Wallenstein unterstützen, der mitten in die schwedische Infanterie vorgestoßen war, wurde dabei aber verletzt. Währenddessen war nach Pappenheims tödlicher Verwundung der linke Flügel zusammengebrochen. Die von Pappenheim selbst noch ausgesandten Kroaten fielen weit auf dem linken Flügel dem zweiten schwedischen Treffen in den Rücken, woraufhin dort der schwedische König Gustav Adolf ums Leben kam.
Nach dieser Schlacht wurde Holk zum engsten Gefolgsmann von Wallenstein, was dem „dänischen Günstling“ zahlreiche Neider und Feinde schuf. Im Dezember beförderte ihn der Kaiser zum Feldmarschall und erhob ihn im April 1633 in den Grafenstand. Im Mai des Jahres 1633 erwarb er ein Haus in der Prager Altstadt. Im Sommer dieses Jahres gelang es ihm ein drittes Mal innerhalb von zwei Jahren, Leipzig zu erobern. Das Dilemma zahlreicher Generale Wallensteins, sich zwischen ihm und dem Kaiser entscheiden zu müssen, blieb Holk erspart. Während einer weiteren Unternehmung in Sachsen, bei der er auf Befehl Wallensteins die obersächsische Region grausam verwüstete, seine Soldateska morden und plündern ließ, um den Kurfürsten Johann Georg zu einem Waffenstillstand zu bewegen, erkrankte er im Vogtland an der Pest und starb nach kurzer Krankheit im Alter von 34 Jahren. Gerüchte, wonach er vergiftet worden sei, dürfen als unbegründet gelten. Angeblich steckte er sich bei seiner Geliebten mit der Pest an. Die Leiche des Heinrich Graf von Holk durfte aufgrund der Weigerung des sächsischen Kurfürsten erst ein Jahr später über sächsisches Gebiet gebracht werden, von wo sie nach Dänemark überführt und auf Anordnung Christians IV. in Kopenhagen am 20. September 1634 in der Heerested-Kirche auf Fünen beigesetzt wurde.

## Familie
Noch während der Belagerung von Stralsund, heiratete er am 22. Juni 1628 Hilleborg Kra(vf)se (* 1606; † 1661), Herrin auf Egholm (1647 wiederverheiratet mit Franz Pogwisch). Aus der Ehe entstammten folgende Söhne:
- Christian Detlev Christoffer (* 13./17.6.1629 in Egholm; † 4. Dezember 1676 gefallen vor Lund), dänischer Oberst und Graf
- Heinrich Detlef (* 1630; † 1681), dänischer Offizier

### Belletristik
- Johannes Arnold: Feldmarschall Holk. Roman, Halle/Leipzig: Mitteldeutscher Verlag 1985